# Бомбардування албанських біженців поблизу Коріші
Бомбардування колони албанських біженців поблизу села Коріша було здійснено авіацією НАТО о 23:50 13 травня 1999 року. У результаті нальоту загинуло від 48 до 87 і було поранено не менше 60 мирних жителів, за іншими даними загинуло, що найменше 87 мирних жителів, також можливо кількість жертв становить понад 100.

## Бомбардування
За різними даними, в момент бомбардування в селі Коріша перебували від 400 до 600 косовських албанців. Вночі на ферму і селянські будинки три американських літака скинули до восьми касетних бомб. Поранені були доставлені в лікарню Прізрена.
Прибувши на місце трагедії репортер Франс Прес повідомив, що бачив два десятка обгорілих тракторів і возів, що належали албанцям. Поруч зі згорілими тракторами знаходилися 9 понівечених трупів і розкидані на землі частини тіл. Один з виживших біженців заявив кореспонденту французького агентства, що як мінімум 100 осіб було вбито в результату нічного авіаудару. Виживший албанець також додав, що з ранку з села було евакуйовано багато обгорілих трупів.

## Жертви
За повідомленням югославського інформаційного агентства Танюг, в результаті бомбардування загинуло 87 і було поранено 78 мешканців. Згідно пізнішими даними (югославська Біла книга, випуск 2), загинуло 48 людей і не менше 60 отримали поранення. За оцінкою міжнародної правозахисної організації «Human Rights Watch», загинуло понад 48 людей, але точне число встановити не вдалося.

## Причини бомбардування
НАТО та Союзна Республіка Югославія обвинувачували один одного в причинах трагедії: НАТО звинувачувало СРЮ в прикриванні своїх військових баз мирними жителями, а влада СРЮ свою чергу звинувачувала НАТО в навмисному бомбардуванні біженців, щоб посіяти страх серед албанців перед «Сербськими силами».

### Версія Мілошевіча
Слободан Мілошевич на своєму виступі в Гаазі в лютому 2002 року наступним чином прокоментував військовий злочин НАТО проти албанських біженців в Коріше:
  «Між тим, навіть наприкінці другого місяця війни всі ці комбіновані злочини — бомбардування і руйнування, тероризм і інформаційна війна — все ще не приносили бажаних результатів. Тому й було вирішено продовжити кампанію все нових кривавих загроз албанському населенню, від якого вимагали тікати. А 13 травня 1999 року, рівно через місяць після попереднього кривавого злодіяння — знищення албанської колони біженців, знову було скоєно масове злодіяння. Коли бомбили колону албанських біженців, були зафіксовані переговори льотчика з його командним центром. Вони були передані по нашому телебаченню. Льотчик повідомляє, що це не військова колона, що він бачить трактори, бачить селян, бачить цивільне населення. Але він отримує від командного центру відповідь — виконуй наказ! І він завдає ракетний удар по колоні. 13 травня 1999 на дорозі Прізрен — Сува Река, у села Коріша, авіація НАТО розбомбила колону, в якій знаходилося п'ятсот — шістсот чоловік албанських біженців, які поверталися в свої будинки в село Коріша. Отже, після двох місяців війни вони все ще повертаються в свої будинки, хоча ви стверджуєте, що „сербські сили“ їх виганяли. Але за те, що вони поверталися, НАТО по ним завдавала бомбових ударів. При цьому загинуло понад 50 людей, а потім від тяжких ран загинуло ще багато людей. Це вельми наочний, жахливий приклад страждань людей в ім'я схеми, за якою діяв агресор, щоб пояснити свої злочини, скоєні в Югославії. 
 Прошу вас показати фотографії цього злочину проти албанських біженців 13 травня 1999. Обвуглені тіла, останки жертв, перевернуті трактори. Подивіться на убиту дитину. Це одна з 26 дітей, які постраждали під час бомбардування. Один з 26! Не можна собі уявити більш жахливого послання … Прокурору, напевно, нудно, бачу — позіхає … Не можна було направити більш жахливе послання албанцям, які повертаються в свої села, про те, що повертатись заборонено. Хто повертається, буде підданий обстрілу, заплатить головою за свою неслухняність. Вони повинні залишити Косово, вони повинні виправдати твердження, що всі біжать від „сербських сил“. А „сербські сили“ їх рятували, допомагали, відвозили в лікарні, у найкращі лікарні в Белграді .»Оригінальний текст (англ.)
[Meanwhile, even at the end of the second month of the war, all these combined crimes - bombing and destruction, terrorism and information warfare - still did not bring the desired results. Therefore, it was decided to continue the campaign of new threats bloody Albanian population, who were required to run. On 13 May 1999, exactly one month after the previous atrocities - the destruction of the Albanian refugee convoy, was again committed a mass atrocity. When bombed a column of Albanian refugees were recorded talks pilot with his command center. They were handed over on our television. Pilot reports that it is not a military convoy that he sees tractors, sees peasants sees civilians. But he receives from the command center response - to carry out orders! And he gets in a rocket attack on the convoy. May 13, 1999 on the road Prizren - Suva Reka, near the village of Koriša, NATO aircraft bombed a column in which there were five - six persons of Albanian refugees returning to their homes in the village Koriša. So, after two months of the war, they still return to their homes, although you say that "Serb forces" they were expelled. But for the fact that they returned, NATO bombed them. In this case, killed 50 people and seriously injured and later died of his wounds are still many people. This is very intuitive, a monstrous example of human suffering in the name of the scheme, in which the aggressor acted to explain their crimes committed in Yugoslavia.] Помилка: [undefined] Помилка: {{Lang}}: немає тексту (допомога): не вказано код мови (допомога)

### Версія НАТО
На прес-конференції 15 травня в брюссельській штаб-квартирі альянсу бомбовий удар по селу був прокоментований вельми стримано. Було заявлено, що Коріша ще з квітня 1999 року була визначена як «легітимна військова ціль». Там нібито були помічені югославські військовослужбовці, а «як раз за селом» міг перебувати їх військовий табір і командний пост.
16 травня генсек НАТО Хав'єр Солана дав більш докладне пояснення, звинувативши сербів у вбивстві косовських албанців у селі Коріша. В інтерв'ю Бі-Бі-Сі він заявив, що косовських біженців використовували в селі Коріше, яка «без сумніву» є «командним пунктом» сербської армії, як «живих щитів». Тому, хоча біженці загинули і постраждали від бомб альянсу, вина в події лежить на сербах, заявив генеральний секретар блоку. Прес-секретар Джиммі Шеа також звинуватив югославські війська в тому, що вони спеціально розмістили близько 600 біженців поруч з військовими об'єктами в Коріше. Шеа заявив, що цей інцидент, як і той факт, що серби можуть і надалі використовувати косовських албанців як «живі щити», не змусить НАТО відмовитися від бомбардувань.

#### Критика версії НАТО
Кореспондентка «Бі-бі-сі» Джекі Роуленд, яка відвідала 15 травня Коріш, у піддала різкій критиці версію НАТО про «живі щити». За її словами, ні в самому селі, ні в її околицях, вона не знайшла навіть найменших слідів військової бази, чи взагалі будь-якого військового спорядження. Навколо догорали руїни сільських будинків, виднілися спалені остови тракторів. Близько п'ятдесяти уцілілих жінок з дітьми ховалися в підвалі дивом збереженого будинку.
Ґрунтуючись на зібраній інформації, «Бі-Бі-Сі» заявила, що мова може йти про найтрагічнішу і грубу помилку НАТО за весь час операції в Югославії. Жахливість ситуації полягала ще й у тому, що в косовському селі Коріша загинули ті самі мирні албанці, на захист інтересів яких нібито виступало НАТО.